# 瓦廖塞拉
瓦廖塞拉（義大利語：Vaglio Serra），是意大利阿斯蒂省的一个市镇。总面积4.64平方公里，人口286人，人口密度61.6人/平方公里（2009年）。ISTAT代码为005111。